# Dentigryps ulua
Dentigryps ulua är en kräftdjursart som beskrevs av Lewis 1964. Dentigryps ulua ingår i släktet Dentigryps och familjen Caligidae. Inga underarter finns listade i Catalogue of Life.